# Cexton Records
Cexton Records is een Amerikaans platenlabel, dat jazz uitbrengt. Het werd in 1984 opgericht door de gitarist John Anello, Jr. met de bedoeling hierop zijn eigen muziek uit te brengen. Sinds 1988 komen op het label ook platen uit van andere jazzmusici. Enkele namen: Larry Luger, de bigband van Doc Anello (vader van), Richard Hastings, Doug MacDonald, zanger Jack Wood, Beachfront Property, James L. Dean en de bigband van Tom Kubis. Het label is gevestigd in Rancho Santa Margarita.